# 阿波狸変化騒動
『阿波狸変化騒動』（あわたぬきへんげそうどう）は、新東宝より昭和33年（1958年）3月23日に公開された映画。
舞台は阿波国日開野（現小松島市）。徳島県の民話「阿波狸合戦」を題材としている。

## キャスト
- 明智十三郎（金長狸）
- 松浦浪路（小桜姫狸）
- 久保春二（津田浦の太郎右衛門狸）
- 城実穂（お小夜狸）
- 丹波哲郎（千手小太郎狸）
- 坂内英二郎（千切山の高坊主狸）
- 高松政雄（夷山の円福寺狸）
- 横山運平（淡路先山の芝右衛門狸）
- 大谷友彦（大津の松兵衛狸）
- 国創典（屋島の禿狸）
- 高村洋三（藤の木寺の鷹狸）
- 美丹洋子（お玉狸）
- 柳生光良（小鷹狸）
- 広瀬康治（地獄橋の衛門三郎狸）
- 西一樹（天神森の火の玉狸）
- 御木本伸介（渦潮の瀬戸兵衛）
- 岬洋二（鳴戸の吉兵衛）
- 古川緑波（大和屋茂右衛門）
- 田原知佐子（お雪）
- 徳大寺君枝（おたつ）
- 野崎善彦（万吉）
- 坊屋三郎（踊る男狸）